# Noiselab
Noiselab es un conglomerado mexicano independiente dedicado a la edición y lanzamiento de discos, diseño de páginas web y organización de conciertos. Está formado por las marcas Noiselab Records, Noiselab Media y Noiselab Productions que se encargan de dichas actividades, respectivamente. Su base de operaciones se encuentra en la Colonia Condesa de la capital mexicana.
La compañía inició siendo un sello de música electrónica, aunque en los últimos años se ha inclinado por la música indie. Héctor Mijangos y Helen Flores-Duron llevan la tutela de Noiselab.
Dentro del catálogo que han editado en México se encuentran discos de Interpol, The Arcade Fire, Babyshambles, Morrissey y los actos mexicanos Movil, Zoé, Chikita Violenta y Los Dynamite.
También han sido responsables de la visita de grupos como Dirty Pretty Things, Mogwai, Elefant, José González, Camera Obscura, Whitey, Junior Boys, Cat Power y Client a la Ciudad de México y algunas otras ciudades del país.